# توم جونسون (لاعب كرة قاعدة)
توم جونسون (بالإنجليزية: Tom Johnson)‏ هو لاعب كرة قاعدة أمريكي، ولد في 2 أبريل 1951 في سانت بول في الولايات المتحدة.

## وصلات خارجية
- توم جونسون على موقعبيزبول رفرنس.كوم (الدوري الرئيسي) (الإنجليزية)
- توم جونسون على موقعبيزبول رفرنس.كوم (الدوري الثانوي) (الإنجليزية)